# Соколово (дем Синтика)
Вижте пояснителната страница за други значения на Соколово.
Соколово (на гръцки: Παραπόταμος, Парапотамос, на катаревуса: Παραπόταμον, Парапотамон, до 1927 Σοκόλοβον, Соколовон) е село в Гърция, Егейска Македония, дем Синтика на област Централна Македония. Селото има 212 жители според преброяването от 2001 година.

## География
Селото е разположено в Сярското поле на около 54 километра северозападно от град Сяр (Серес), на северозапад от Бутковското езеро (Керкини).

## История

### В Османската империя
В края на XIX век Соколово е село в Османската империя.

### В Гърция
През войната селото е освободено от части на българската армия, но след Междусъюзническата война в 1913 година селото попада в Гърция. В селото са заселени гърци бежанци. Според преброяването от 1928 година Соколово е чисто бежанско село с 56 бежански семейства с 213 души.